# Atividade aquosa

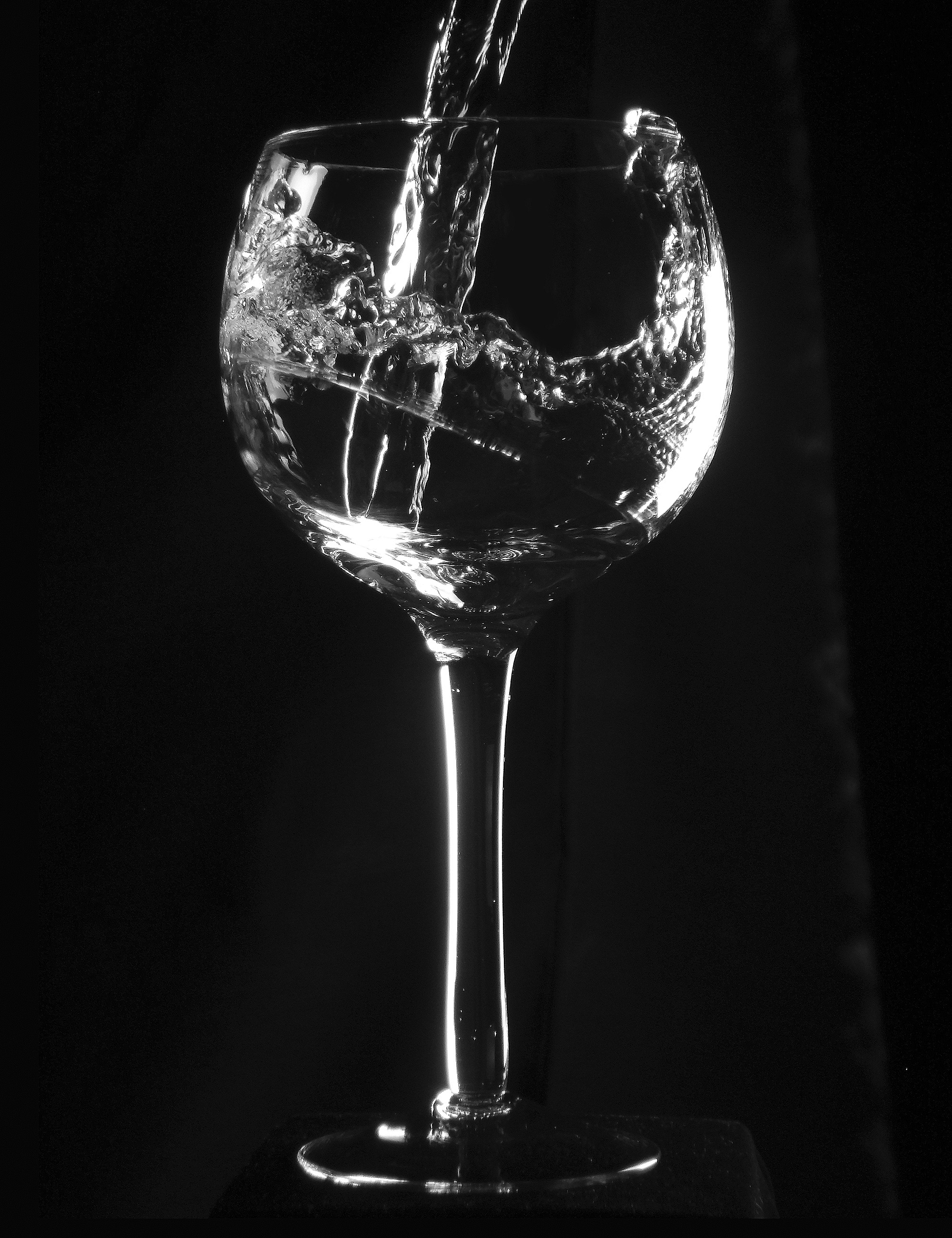
A atividade aquosa é considerada como parâmetro no estudo da química dos alimentos.

A atividade aquosa (denominada também como atividade da água) define-se como a relação que existe entre a pressão de vapor de um alimento dado em relação com a pressão do vapor de água pura à mesma temperatura e varia de 0 a 1. Denomina-se pela regra geral como Aw (do inglês: Activity of Water). A atividade aquosa é um parâmetro inteiramente ligado à umidade do alimento o que permite determinar sua capacidade de conservação, de propagação microbiana, etc. A atividade aquosa de um alimento pode ser reduzida aumentando a concentração de solutos na fase aquosa dos alimentos mediante a extração da água (liofilização) ou mediante a adição de novos solutos. A atividade aquosa junto a temperatura, o pH e o oxigênio, são os fatores que mais influenciam na estabilidade dos produtos alimentícios.

## Definição formal
Uma definição mais formal da atividade aquosa, representada por aw:
{\displaystyle a_{w}\equiv p/p_{0}}
onde p é a pressão do vapor de água na substância, e po é a pressão do vapor de água pura à mesma temperatura. Existem definições alternativas como expressada em:
{\displaystyle a_{w}\equiv l_{w}x_{w}}
onde lw é o coeficiente da atividade da água e xw é a fração molar da água na fração aquosa.
Umidade relativa:
{\displaystyle \mathrm {RH} =a_{w}\times 100\%}
Estimado em dias de vida a uma temperatura de 21°C:
{\displaystyle \mathrm {MFSL} =10^{7.91-8.1a_{w}}}

## Valores de aw mínimos para desenvolvimento de microorganismos
|        | Microorganismos         | aw   |
| ------ | ----------------------- | ---- |
| Item 1 | Bactérias deteriorantes | 0,90 |
| Item 2 | Leveduras deteriorantes | 0,88 |
| Item 3 | Bolores deteriorantes   | 0,80 |